# Konzerthaus Kopenhagen

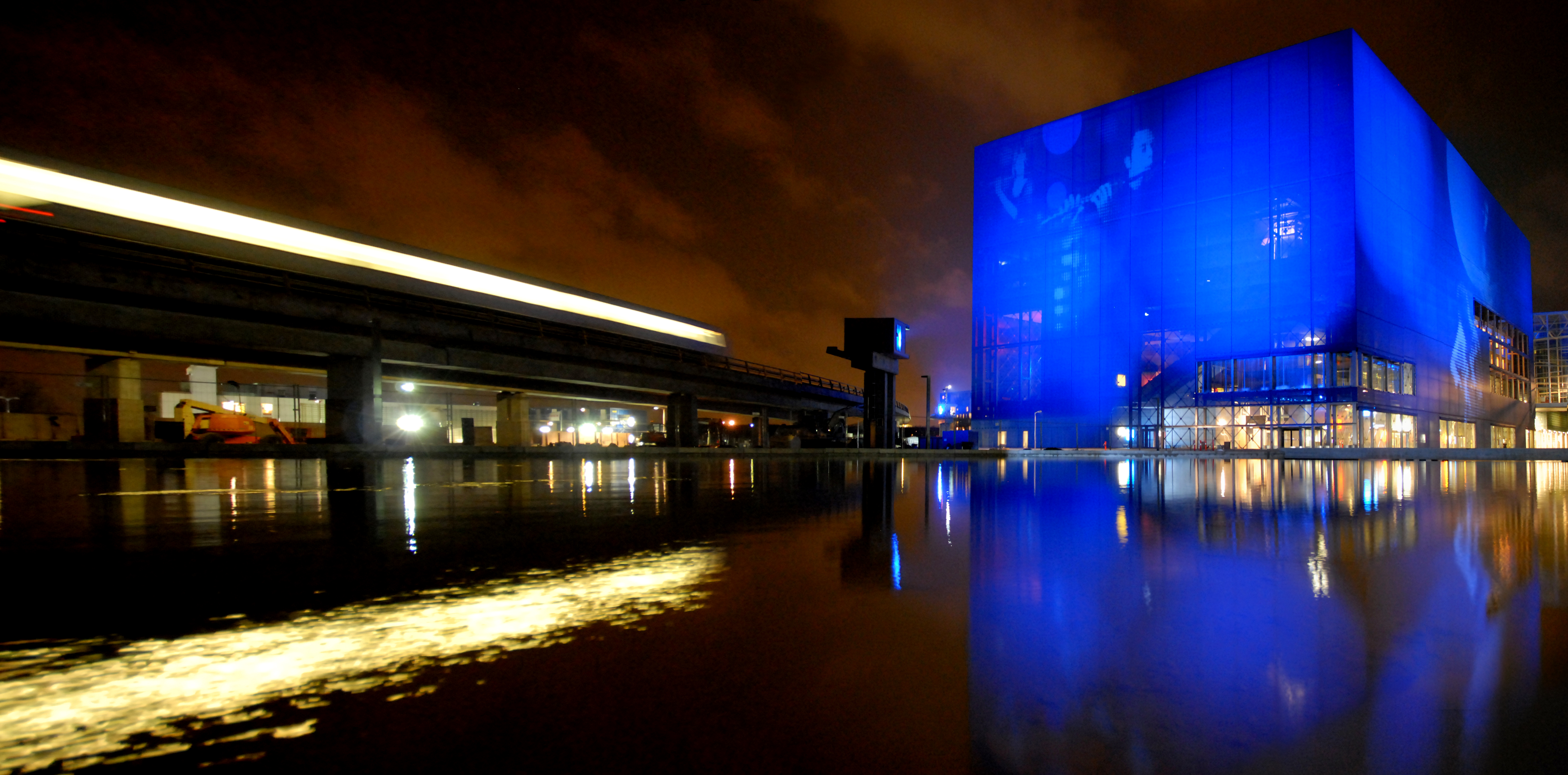
Konzerthaus Kopenhagen (2009)

Das Konzerthaus Kopenhagen (DR Koncerthuset) ist das neue Konzerthaus des Dänischen Rundfunks (u. a. Spielstätte des Dänischen Radio-Sinfonieorchesters) und ein herausragendes Beispiel internationaler Gegenwartsarchitektur. Es ist Teil des Gesamtkomplexes DR Byen, dem Hauptsitz des Senders, und befindet sich im Norden des Kopenhagener Stadtteils Ørestad auf der Insel Amager. Das von dem französischen Architekten Jean Nouvel geplante Gebäude wurde nach zehnjähriger Planung im Januar 2009 eröffnet.

## Geschichte
Mit der Planung wurde 1999 begonnen. Der Bau war mit Skandalen verbunden, da falsch berechnete Materialkosten und weitere Fehlkalkulationen des Pariser Architekturbüros von Jean Nouvel zunächst verschwiegen wurden. Hinzu kamen bautechnische Überraschungen. So war beispielsweise die Erde auf Amager viel weicher als erwartet, so dass das Konzerthaus aufwendig mit Pfählen gegründet werden musste. Für die Errichtung des Gebäudes waren 600 Millionen Kronen veranschlagt; am Ende kostete das Projekt 1,7 Milliarden Kronen (ungefähr 230 Millionen Euro). Als wegen der Budgetüberschreitungen die Politik weitere Zahlungen verweigerte, musste der Dänische Rundfunk die Fertigstellung alleine finanzieren. Ihr Generaldirektor trat zurück. Nach zweijähriger Verspätung wurde der Hauptsaal am 17. Januar 2009 mit einem Konzert (unter anderem mit dem Opernsänger Bo Skovhus) in Anwesenheit der königlichen Familie und der Regierung eröffnet.

## Gebäude und Architektur

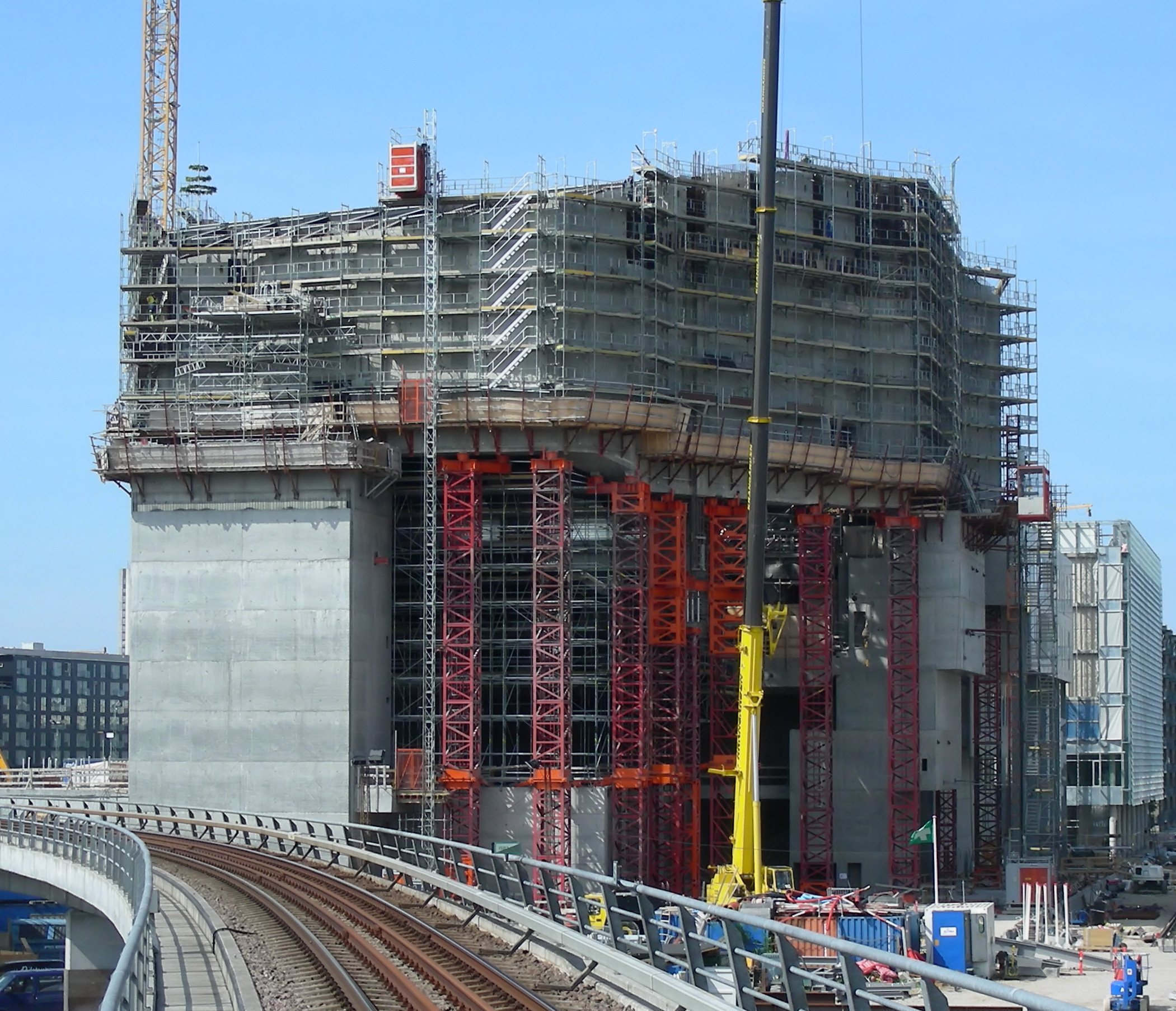
Das sich im Bau (2006) befindliche Konzerthaus, aus Sicht der Metro-Station

Das kubusförmige Gebäude hat eine blaue Glasfiberfassade und ist 45 m hoch, 100 m lang und 45 m breit. Es lässt die an drei Treppentürmen aufgehängte und auf sechs Säulen ruhende Betonkonstruktion des Saals durchschimmern. Im Innern befinden sich ein riesiges Foyer sowie vier durch weite Wandelgänge verbundene unterschiedlich große Konzertsäle. Der größte fasst 1.800 Besucher und hat eine Höhe von 24 m. Hervorstechend ist die Form. Es gibt keine rechten Winkel; in dem harmonisch erdfarbig leuchtenden Auditorium ist in unterschiedlichen Radien alles gebogen und gewölbt. Der Meteor in Peter Høegs Roman Fräulein Smillas Gespür für Schnee hatte Nouvel angeregt, den großen Saal so zu gestalten, als schwebe er frei in der Luft, „fast so, als wäre er vom Himmel gefallen und hätte sich dann in den Boden von Amager gerammt“. In drei kleineren Sälen finden Rock-, Pop- und Jazz-Veranstaltungen statt. Auf die Fassade, die nachts kobaltblau leuchtet, kann das innere Geschehen mittels übergroßer Lichtprojektionen nach außen übertragen werden.
Der Japaner Yasuhisa Toyota hat das akustische Konzept erstellt. Ein 75 Tonnen schweres verstellbares Schallsegel schwebt über der Orchesterbühne und soll präzise die Akustik regulieren. Zuletzt wurde die Raumakustik des Hauptsaals deutlicher Kritik ausgesetzt. Niels Vilhelm Jordan und Peter Møller Juhl urteilten nach eingehenden Testmessungen, die Verwendung perforierter Gipsplatten und der Bau einer Zuhörergalerie nach Vorbild der Berliner Philharmonie seien Fehler gewesen und verhinderten eine Nachhallzeit von mehr als zwei Sekunden. Der Vorsitzende des Aufsichtsrates Michael Christiansen wies die Vorwürfe zurück.

## Konzertorgel
Die Orgel wurde in den Jahren 2003 bis 2009 von J.L. van den Heuvel Orgelbouw errichtet. Das Instrument hat 91 Register auf vier Manualwerken und Pedal (Orgel) und ist damit die größte Orgel Dänemarks.
| I Grand Orgue C–c4       |        |
| Principal                | 16′    |
| Bourdon                  | 16′    |
| Montre                   | 08′    |
| Principal                | 08′    |
| Flûte Harmonique         | 08′    |
| Bourdon                  | 08′    |
| Viole de Gambe           | 08′    |
| Grande Sesquialtera II 0 |        |
| Prestant                 | 04′    |
| Flûte Traversière        | 04′    |
| Quinte                   | 2 ⁄3′  |
| Grande Septième          | 2 ⁄7′  |
| Doublette                | 02′    |
| Grande Neuvième          | 1 7⁄9′ |
| Cornet III–IV            | 2 ⁄3′  |
| Fourniture VI            | 02′    |
| Bombarde                 | 16′    |
| Trompette                | 08′    |
| Clairon                  | 04′    |

| II Positif expressif C–c4 |        |
| Flûte                     | 16′    |
| Principal                 | 08′    |
| Flûte Traversière         | 08′    |
| Quintaton                 | 08′    |
| Flûte à Cheminée          | 08′    |
| Salicional                | 08′    |
| Unda Maris                | 08′    |
| Prestant                  | 04′    |
| Cor de Chamois            | 04′    |
| Quinte                    | 2 ⁄3′  |
| Flûte à Bec               | 02′    |
| Tierce                    | 1 3⁄5′ |
| Larigot                   | 1 ⁄3′  |
| Septième                  | 1 ⁄7′  |
| Plein-Jeu V               | 01′    |
| Cor Anglais               | 16′    |
| Cor d’Harmonie            | 08′    |
| Clarinet                  | 08′    |
| Trémolo                   |        |

| III Récit expressif C–c4     |        |
| Bourdon d’Amour              | 16′    |
| Violoncelle                  | 08′    |
| Flûte Harmonique             | 08′    |
| Gambe                        | 08′    |
| Voix Céleste                 | 08′    |
| Bourdon                      | 08′    |
| Prestant                     | 04′    |
| Fugara                       | 04′    |
| Flûte Octaviante             | 04′    |
| Nasard                       | 2 ⁄3′  |
| Octavin                      | 02′    |
| Carillon II                  | 1 3⁄5′ |
| Harmonia Aetheria III–VIII 0 | 02′    |
| Bombarde                     | 16′    |
| Trompette Harmonique         | 08′    |
| Basson-Hautbois              | 08′    |
| Voix Humaine                 | 08′    |
| Clairon Harmonique           | 04′    |
| Trémolo                      |        |

| IV Solo expressif C–c4 |        |
| Stentorfon             | 08′    |
| Solo Gambe             | 08′    |
| Grosse Flûte I–II      | 08′    |
| Flûte Octaviante       | 04′    |
| Nasard Harmonique 0    | 2 ⁄3′  |
| Octavin                | 02′    |
| Tierce Harmonique      | 1 3⁄5′ |
| Piccolo Harmonique     | 01′    |
| Trompette Royal        | 08′    |
| Trémolo                |        |
| Chamade                |        |
| Tuba Magna             | 16′    |
| Tuba Mirabilis         | 08′    |
| Cor Harmonique         | 04′    |

| Pedal C–f1        |         |
| Contre Bourdon    | 32′     |
| Montre            | 16′     |
| Flûte Basse       | 16′     |
| Violon            | 16′     |
| Soubasse          | 16′     |
| Basse d’écho      | 16′     |
| Grande Quinte     | 10 2⁄3′ |
| Octave            | 08′     |
| Flûte             | 08′     |
| Violoncelle       | 08′     |
| Bourdon           | 08′     |
| Grande Tierce     | 6 2⁄5′  |
| Quinte            | 5 1⁄3′  |
| Grande Septième   | 4 ⁄7′   |
| Flûte             | 04′     |
| Grande Neuvième 0 | 3 5⁄9′  |
| Cornet IV         | 2 ⁄3′   |
| Mixture V         | 04′     |
| Contre Bombarde   | 32′     |
| Bombarde          | 16′     |
| Basson            | 16′     |
| Trompette         | 08′     |
| Baryton           | 08′     |
| Clairon           | 04′     |

- Koppeln :
  - Normalkoppeln: II/I, III/I, IV/I, III/II, IV/II, IV/III, I/P, II/P, III/P, IV/P, zusätzlich dazu noch Altkoppel II/I und Melodiekoppel IV/I
  - Suboktavkoppeln: I/I, II/I, III/I, III/II, III/III
  - Superoktavkoppeln: I/P, III/P
- Spielhilfen:
  - drei programmierbare Registercrescendo mit Walze
  - 8× 1000-fache elektronische Setzeranlage mit externer Speichermöglichkeit
  - MIDI-Ein- und -Ausgang für Aufnahme und Wiedergabe des Orgelspiels